# حسين أباد السفلي (دشت روم)
حسین أباد السفلی (بالفارسية: حسین‌آباد سفلی) هي قرية تقع في إيران في قسم دشت روم الريفي. يقدر عدد سكانها بـ 30 نسمة .